# Salt (film)
Salt – amerykański thriller w reżyserii Phillipa Noyce’a. Scenariusz napisali Kurt Wimmer i Brian Helgeland, a w roli głównej występuje Angelina Jolie jako Evelyn Salt.
Film wszedł na ekrany 23 lipca 2010. Tytuł obrazu, będący jednocześnie nazwiskiem głównej bohaterki, stanowi nawiązanie do akronimu SALT – Strategic Arms Limitation Treaty.

## Obsada
- Angelina Jolie jako Evelyn Salt
- Chiwetel Ejiofor jako Peabody
- Liev Schreiber jako Winter
- Daniel Olbrychski jako Oleg Wasilijewicz Orłow
- Olek Krupa jako prezydent Rosji